# Basilique Santa Maria Maddalena
La basilique Santa Maria Maddalena (en français : basilique Sainte-Marie-Madeleine) est la principale église de la ville de Monterotondo de la province de Rome dans le Latium. Elle est située sur la piazza Papa Giovanni Paolo II dans l'axe de la via Cavour et de la piazza del Popolo.

## Historique
L'église fut construite au XVIIe siècle lors de la restructuration de Monterotondo par la famille Barberini, propriétaire des terres féodales et de la cité. Elle a été restaurée au XVIIIe siècle par les Marchesi del Grillo.
Elle fait partie du diocèse suburbicaire de Sabina-Poggio Mirteto.

## Architecture
La façade, qui présente peu d'ornements, et le campanile sont de style baroque. L'accès se fait par trois portails. Le plan de l'église est celui typique des basiliques en forme de croix latine avec une nef unique et trois chapelles par côté. Le maître-autel est construit à partir d'un sarcophage romain retrouvé dans la campagne environnante.

## Sources et références
- (it) Cet article est partiellement ou en totalité issu de l’article de Wikipédia en italien intitulé « Duomo di Monterotondo » (voir la liste des auteurs).